# Amadou Toumani Touré
Amadou Toumani Touré (Mopti, 4 de novembro de 1948 – Turquia, 10 de novembro de 2020) foi um militar e político maliano. Foi presidente do seu país entre 1991 e 1992 e posteriormente entre 2002 e 2012.

## Biografia
Touré nasceu em novembro de 1948, em Mopti, no antigo Sudão francês, onde cursou seus primeiros anos de escola primária. Entre 1966 e 1969, mudou-se para Bamako, onde concluiu os estudos de escola secundária.
Logo, ingressaria em uma escola mista militar. Dentro do corpo de pára-quedistas, subiu rapidamente na hierarquia e, após vários estágios na União Soviética e França, tornou-se comandante dos pára-quedistas em 1984.
A violenta repressão das forças de seguranças do governo ditatorial do general Moussa Traore contra manifestantes pró-democracia foi o estopim para um golpe militar de Estado, perpetrado em março de 1991 contra o líder militar, que teve ativa participação do então coronel Touré. Deposto o ex-ditador, Touré assumiu a presidência da "Comissão de Transição para o Povo", que tomou para si as funções de chefia de governo durante a transição para um novo governo civil. Concluídas as eleições legislativas e presidenciais em 1992, cedeu o poder para o presidente eleito Alpha Oumar Konaré. Por seu desempenho, Touré foi apelidado de "soldado da democracia".
Naquele período, criou uma fundação para crianças. Em junho de 2001, tornou-se enviado especial do secretário-geral da ONU, Kofi Annan, para a República Centro-Africana, após golpe de Estado fracassado. No ano seguinte, em 2002, Touré venceu as eleições presidenciais do Mali e se tornou o quarto presidente do chefe de Estado do país desde a independência. Em 2007, foi reeleito para o cargo.
Em março de 2012, em meio a crescente rebelião de separatistas tuaregues no norte do país, Touré acabou derrubado por uma junta militar. Para tentar garantir alguma ordem política, foi pressionado a renunciar à presidência, ato consumado em 8 de abril.
Morreu em 10 de novembro de 2020 na Turquia, aos 72 anos.